# Hallo Deutschland (Musical)
Hallo Deutschland ist eine Musikrevue. Das „Platzkonzert von Franz Wittenbrink“ hatte am 29. März 2008 im Schauspielhaus Hannover seine Uraufführung.

## Inhalt
Ein neues Denkmal im Vorstadtkiez, der „Brunnen der Integration“, wird eingeweiht. Eine Politikerin äußert ihre Hoffnung auf die Verschmelzung von Christen und Muslimen, eine für die Veranstaltung gebuchte Bachtänzerin erscheint glücklicherweise nicht. Später tauchen die eigentlichen Helden des Stücks auf, Migrantenjugendliche aus der Unterschicht. Mit einem Tritt wird aus dem Denkmal ein moscheeähnliches Gebilde. Die Geschichte mündet in die Darstellung der Probleme der muslimischen Minderheit in Deutschland.

## Musikalischer Stil
Musikalisch wird die Revue – das ist neu bei Wittenbrink – von Rap dominiert.

## Sonstiges
Ursprünglich wollte Wittenbrink sein Musical zusammen mit Feridun Zaimoglu schreiben, was jedoch terminlich scheiterte. Ein Monolog für den Teufel stammt dennoch von dem Kieler Schriftsteller: „ein virtuos orchestriertes Sprechstück, das „Hallo Deutschland“ ein wenig von der raunenden Tiefe verleiht, die das Thema nahe legt“ (Stefan Arndt, Neue Presse).
Die Uraufführung wurde mit „Jubelstürmen“ (Hamburger Abendblatt) aufgenommen.

## Kritiken
- „Frank Wittenbrinks neues „Platzkonzert“ am Schauspiel Hannover „Hallo Deutschland“ erinnert daran, dass es auch hierzulande eine Gegenwart gibt“ (Neue Presse)
- „Provokation und ein Rundumschlag gegen alles, was nach Ideologie aussieht“ (Hamburger Abendblatt)